# Bibeln i Norge

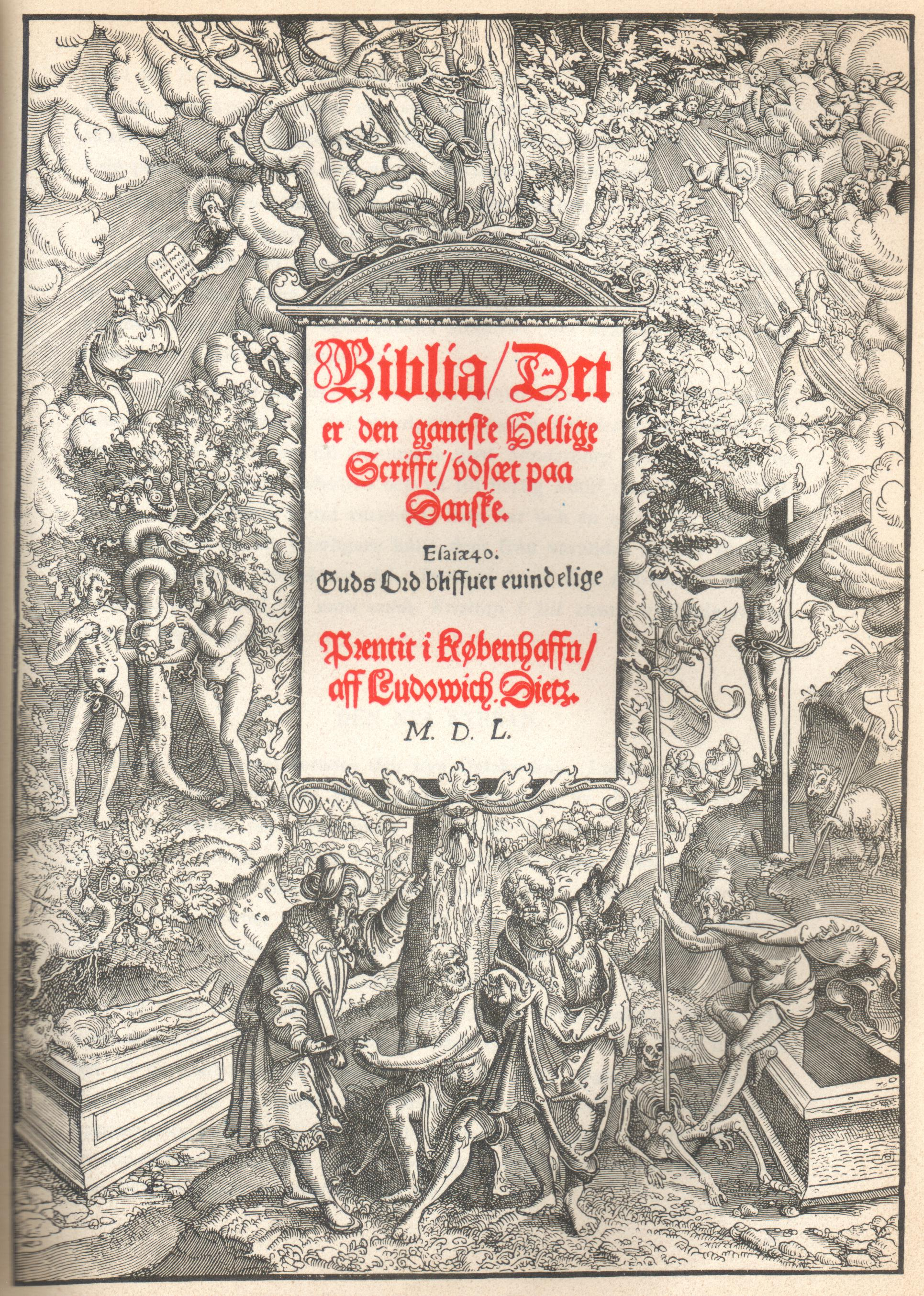
Framsidan på Christian III:s bibel från år 1550.

Bibeln har getts ut i ett flertal språkversioner i Norge. I denna artikel ges en översikt över utgåvorna på gamla fornnordiska, danska, nynorsk, bokmål, nordsamiska och sydsamiska. Det är utgåvor som gjorts speciellt för Norge, men som också haft en viss spridning utanför landet. Artikeln tar dock inte upp översättningar som gjorts i Norge till olika invandrarspråk, vilket blivit vanligare under senare åt på grund av invandringen. De olika språkversionerna är översatta från olika språk. Vissa är översatta från tyska, några från latinet och några från danska och andra skandinaviska språk. De flesta versioner har dock använt sig av bibelns grundspråk grekiska, hebreiska och arameiska som bas för översättningarna. 

## Fornnordiska: "Stjórn"
Första gången som delar av bibeln översattes till ett norskt språk var på slutet av 1200-talet, då delar av Gamla testamentet översattes till fornnordiska. Den översättningen fick namnet "Stjórn", som betyder 'styrning'. Texten gavs ut i Norge av C.R. Unger från 1853 til 1862 och utgåvan fick stort inflytande på senare tiders översättningar av bibeln till nynorska.

## Danska utgåvor 1524–1873

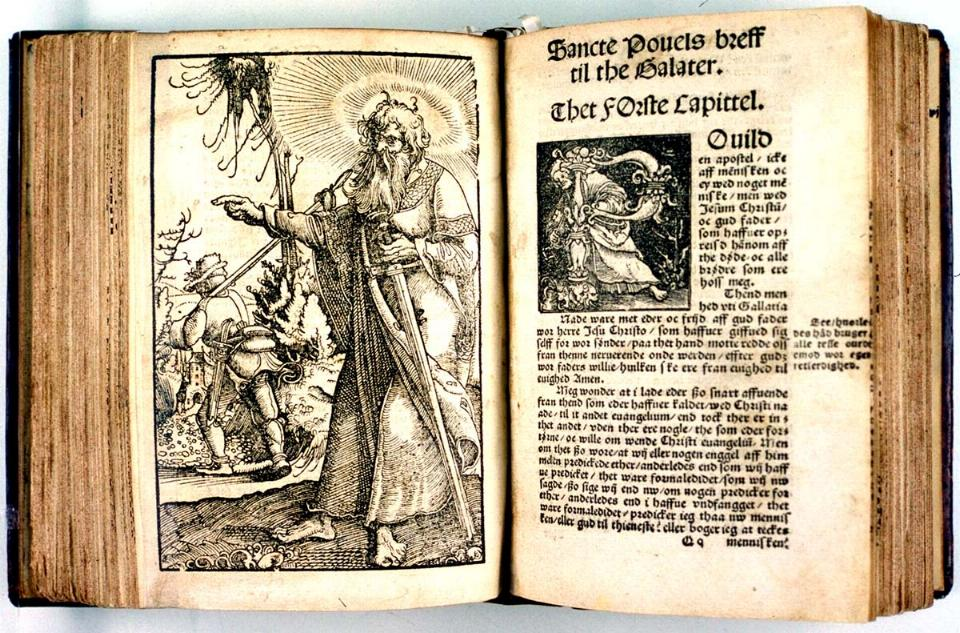
Nya testamentet från 1524.

Christian II:s nya testamente var den nästa bibeltexten som kom ut i Danmark-Norge. Den gavs ut under namnet Thette ere thet Nøye testamenth paa danske ret effter latinen vdsatthe.

### Norska Bibelsällskapet biblar på danska
Det norska bibelsällskapet grundades år 1816 och såg det som sin främsta uppgift att publicera biblar för den norska marknaden. Planen var till en början att revidera den danska version som redan fanns. 1820 släppte de sin första upplagan, en reviderad upplaga av Nya Testamentet. Detta blev känt som "en revidering av 1819" eftersom det står "1819" på titelbladet. 

## Norska upplagor 1858-2011
Den första kompletta Bibeln på norska gavs ut i Fredrikshald (Halden) i 15.000 exemplar i 1858. På titelbladet står det i frakturstil att utgåvan är "gjennomseet og korrigeret, efter en Bibel-Udgave af 1744, af Olaus Nielsen.

## Samiska utgåvor

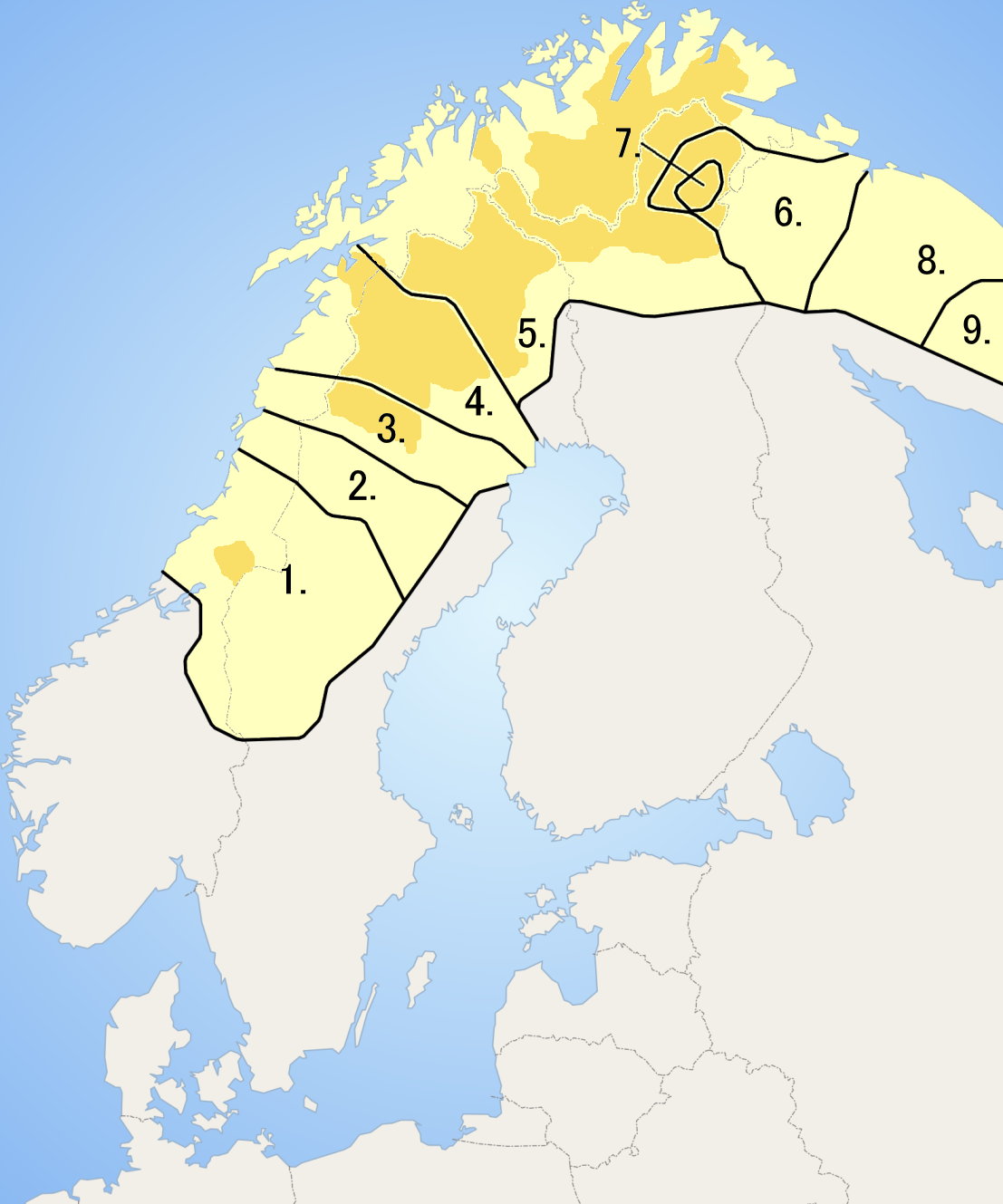
Det samiska språkområdet

### Umesamiska
Under mitten och senare delen av 1700-talet liksom början av 1800-talet pågick ett arbete i Sverige med att översätta bibeln till umesamiska. Nya testamentet blev färdigt 1755 och hela bibeln gavs ut 1811 under titeln Tat Ajles Tjalog (Den Helige Skrift).